# Hornbæk Station
Hornbæk Station er en dansk jernbanestation i Hornbæk i Nordsjælland. Stationen ligger på Hornbækbanen mellem Helsingør og Gilleleje og betjenes af tog fra Lokaltog.

## Historie
Stationen åbnede den 22. maj 1906 som endestation på den nyåbnede Helsingør-Hornbæk Jernbane (HHB). I 1916 blev jernbanen forlænget videre langs kysten til Gilleleje, og Hornbæk blev mellemstation på Helsingør-Hornbæk-Gilleleje Banen (HHGB).
56°5′21.42″N 12°27′34.19″Ø / 56.0892833°N 12.4594972°Ø